# Fouad II
Pour les articles homonymes, voir Fouad.
Fouad II (en arabe : فؤاد الثاني), né le 16 janvier 1952 au Caire, est le dernier roi d'Égypte, de 1952 à 1953.

## Biographie
Il accède au trône le 26 juillet 1952 âgé de seulement 7 mois et 10 jours, après l'abdication de son père le roi Farouk ; ce dernier pense que son abdication apaisera les forces républicaines et sauvera le trône, mais ce calcul ne marche pas.
Il règne moins d’une année, jusqu’au 18 juin 1953, sous la régence du prince Mohammed Abdel Moneim (en), époux de Fatma Neslişah petite-fille du dernier sultan ottoman Mehmed VI. Après cette date, la monarchie est abolie et la république arabe d'Égypte est proclamée.
Après son éviction, sa famille l'emmène vivre en France puis s’installe en Suisse près de Genève. Il est scolarisé à l'Institut Le Rosey.
En octobre 2013, il apporte son soutien à la candidature d'Abdel Fattah al-Sissi à la présidence de la République.

## Famille
Le 16 avril 1976, en présence du prince Rainier III et de la princesse Grace, il épouse au palais de Monaco la Française Dominique-France Picard, fille de Robert Loeb et Paule Picard. Elle devient la reine Fadila d'Égypte après sa conversion au sunnisme. De ce mariage qui se termine par un divorce en 1996, sont nés trois enfants :
- le prince héritier Mohamed Ali, prince du Saïd (5 février 1979) ; il épouse en août 2013 la princesse Noal Zaher d'Afghanistan (1980), petite-fille du roi Mohammad Zaher Shah ;
- la princesse Fawzia Latifa Fouad (12 février 1982) ;
- le prince Fakhr Eddin  (25 août 1987).